# Ilha de São Francisco do Sul

Ilha de São Francisco do Sul är en ö som ligger i delstaten Santa Catarina i sydöstra Brasilien mellan Ilha do Mel och Florianopolis. Huvudort på ön är São Francisco do Sul